# United States Navy Memorial

United States Navy Memorial vid Pennsylvania Avenue i Washington, D.C. från ovan, torget med en världskarta i granit utgör dess mittpunkt.

Bild från invigningen 1987.

United States Navy Memorial är ett minnesmärke i centrala Washington, D.C. som är tillägnat USA:s flotta och de som tjänstgjort däri. Det är beläget ungefär halvvägs mellan Kapitolium och Vita huset längs nordvästra delen av Pennsylvania Avenue på norrsidan mittemot National Archives Building och öster om J. Edgar Hoover Building. 
Själva minnesmärket består av ett minnestorg med utsmyckning (Memorial Plaza) samt ett besökscentrum (Visitor Center) som ligger i en intilliggande byggnad.

## Bakgrund
Stadsplaneraren bakom USA:s nya huvudstad, Pierre L'Enfant, hade på sin tid planer på ett monument för den unga amerikanska nationens örlogsflotta, men det blev inget av det hela under hans livstid.
På våren 1977 bestämmer sig pensionerade amiralen Arleigh Burke att tiden är inne för att göra något och tillsammans med kollegorna Thomas Moorer och Elmo Zumwalt bildar de stiftelsen United States Navy Memorial Foundation med syftet att uppföra ett minnesmärke. Genom kontakter i USA:s kongress kommer under 1978 lagförslag i både senaten och representanthuset. Ett jämkat förslag antas av båda kamrarna 1980 undertecknas samma år av USA:s president Jimmy Carter. Den antagna lagen innebar tillstånd att uppföra minnesmärket under förutsättning att det finansieras helt och hållet med privata medel.
Efter att 28 miljoner dollar samlats in skedde invigningen av minnestorget 13 oktober 1987. På invigningen deltog USA:s försvarsminister Caspar Weinberger och USA:s försvarschef amiral William J. Crowe. Besökscentrumet i en intilliggande byggnad öppnades 1991.